# UrduPoint
UrduPoint е уеб портал на урду от Пакистан, с версии на английски и арабски. Той стартира на 14 август 2000 г. Към април 2016 г. е класиран на 6-о място сред най-посещаваните уебсайтове в Пакистан, като се нарежда на 1045-о място в света.
Сайтът си партнира с компанията за дигитални медии Ziff Davis, подразделение на J2 Global. Той е достъпен безплатно чрез Internet.org (сега freebasics.com), услуга, инициирана от „Фейсбук“ в Пакистан.
През 2019 г. UrduPoint е официален дигитален медиен партньор на крикет отбора „Мултан Султанс“, за четвъртия сезон на суперлигата на Пакистан. През 2020 г. каналът на UrduPoint в „Ютюб“ има над 8 милиона активни абонати.